# Erlbach (Schwabach)
Der Erlbach ist ein 41⁄2 km langer Bach in Mittelfranken, der bei Rohr im Landkreis Roth von links und Nordwesten in die Schwabach mündet.

## Geographie

### Quelle
Der Erlbach entsteht etwa einen Kilometer westlich des Gemeindeteils Müncherlbach der Kleinstadt Heilsbronn im Landkreis Ansbach in einem Wäldchen, das bald im Westen an einer Solaranlage endet. Entlang eines von der Quelle westwärts laufenden Feldwegs zieht sich flach aufwärts fast bis zur Trasse der Bahnstrecke Nürnberg–Crailsheim im Westen über einen Kilometer lang ein unbeständig wasserführender Graben, der gegebenenfalls in den Erlbach entwässert.

### Verlauf
Der Bach beginnt seinen Lauf in östlicher Richtung, tritt schon nach weniger als 200 Metern aus dem Wald heraus und durchfließt hier gleich nacheinander drei Teiche von zusammen etwa 1⁄2 ha Fläche. Dann zieht er in recht flacher und breiter Wiesenmulde zwischen zwei Hangwäldern, unterquert etwa einen Kilometer unterhalb der Quelle die Bundesstraße 14 und tritt dann in den Siedlungsbereich von Müncherlbach ein. Durchs Dorf läuft er größtenteils verdolt, etwa zwei Kilometer ab Quelle verlässt er es und tritt dann noch vor dessen Kläranlage wieder zwischen zwei Wälder, den Pflöcklesberg links und den Rohrer Grund rechts, wo ihn in seiner flachen Wiesenmulde die Staatsstraße 2239 nah begleitet und er immer mehr auf Südostkurs dreht. Etwa drei Kilometer ab Quelle tritt er dabei ins Gebiet der Gemeinde Rohr im Landkreis Roth über. Ungefähr 700 m weiter, rechts etwas früher, links etwas später, enden die begleitenden Wälder. Nach noch einmal so langer Strecke mündet der Erlbach dann am Westrand von Rohr von links und aus Nordwesten in die hier östlich fließende Schwabach, wo diese von der Straße Am Rohr gequert wird.
Der Erlbach läuft als begradigter und fast gehölzloser Graben durch eine flache Wiesenmulde. Bäume treten fast nur dort an seinen Lauf, wo er am Rand der Talsohle läuft und an diese der Hügelwald grenzt, also auf den letzten dreihundert Metern vor der B 14.

### Einzugsgebiet
Das Einzugsgebiet des Erlbachs ist etwa 8,3 km² groß und liegt naturräumlich zur Gänze auf den Bibert-Schwabach-Rezat-Platten, einem Teil des Unterraums Südliche Mittelfränkische Platten im Mittelfränkischen Becken. Sein höchster Punkt an der Westspitze nahe der außerhalb liegenden Siedlung Weiherhaus von Heilsbronn erreicht etwa 421 m ü. NHN.
Einzige Orte im Einzugsgebiet sind das Dorf Müncherlbach der Stadt Heilsbronn am Beginn des Mittellaufs und links neben der Mündung ein isoliertes Anwesen, das schon zum Hauptort der Gemeinde Rohr gehört.
Reihum grenzen die Einzugsgebiete der folgenden Nachbargewässer an:
- Im Nordwesten fließt der Böllingsdorfer Bach zum Weihersmühlbach, einem rechten Zufluss der Bibert;
- im Norden ist der Weihersmühlbach selbst das nächste offene Gewässer:
- im Nordosten zieht das Klingenwasser zum Schwallbach, dem nächsten linken Zufluss der Schwabach, die oberhalb der Bibert in die Rednitz einfließt;
- im Osten zieht die anscheinend meist wasserlose Talrinne des Wilden Grunds südwärts zur Schwabach wenig abwärts in Rohr;
- im Süden liegt direktes Einzugsgebiet der Schwabach selbst;
- im Südwesten fließt das Sichertbächlein nunmehr oberhalb des Erlbachs zur Schwabach.

## Geologie
Im überwiegenden Teil des Einzugsgebietes steht die Hassberge-Formation an, über der sich an den linken und rechten Wasserscheide das Gelände noch bis zur Löwenstein-Formation erhebt. Erst mündungsnahe streicht an den Talflanken die Steigerwald-Formation aus. In der Talmulde liegt schon vor der Quelle ein quartäres Schwemmlandband.

### BayernAtlas („BA“)
Amtliche Online-Gewässerkarte mit passendem Ausschnitt und den hier benutzten Layern: Lauf und Einzugsgebiet des Erlbachs

Allgemeiner Einstieg ohne Voreinstellungen und Layer: BayernAtlas der Bayerischen Staatsregierung (Hinweise)
1. 1 2 3  Höhe abgefragt auf dem Hintergrundlayer Amtliche Karte (Rechtsklick).
2. ↑  Länge abgemessen auf dem Hintergrundlayer Amtliche Karte.
3. ↑  Einzugsgebiet abgemessen auf dem Hintergrundlayer Amtliche Karte.
4. ↑  Begradigung nach dem Hintergrundlayer Historische Karte, auf der der Bach anders als heute deutliche Mäander zeigt.
5. ↑  Geologie nach dem Layer Geologischen Karte 1:500.000.

### Sonstige
1. ↑  Franz Tichy: Geographische Landesaufnahme: Die naturräumlichen Einheiten auf Blatt 163 Nürnberg. Bundesanstalt für Landeskunde, Bad Godesberg 1973. → Online-Karte (PDF; 4,0 MB)